# A Semana (Sergipe)

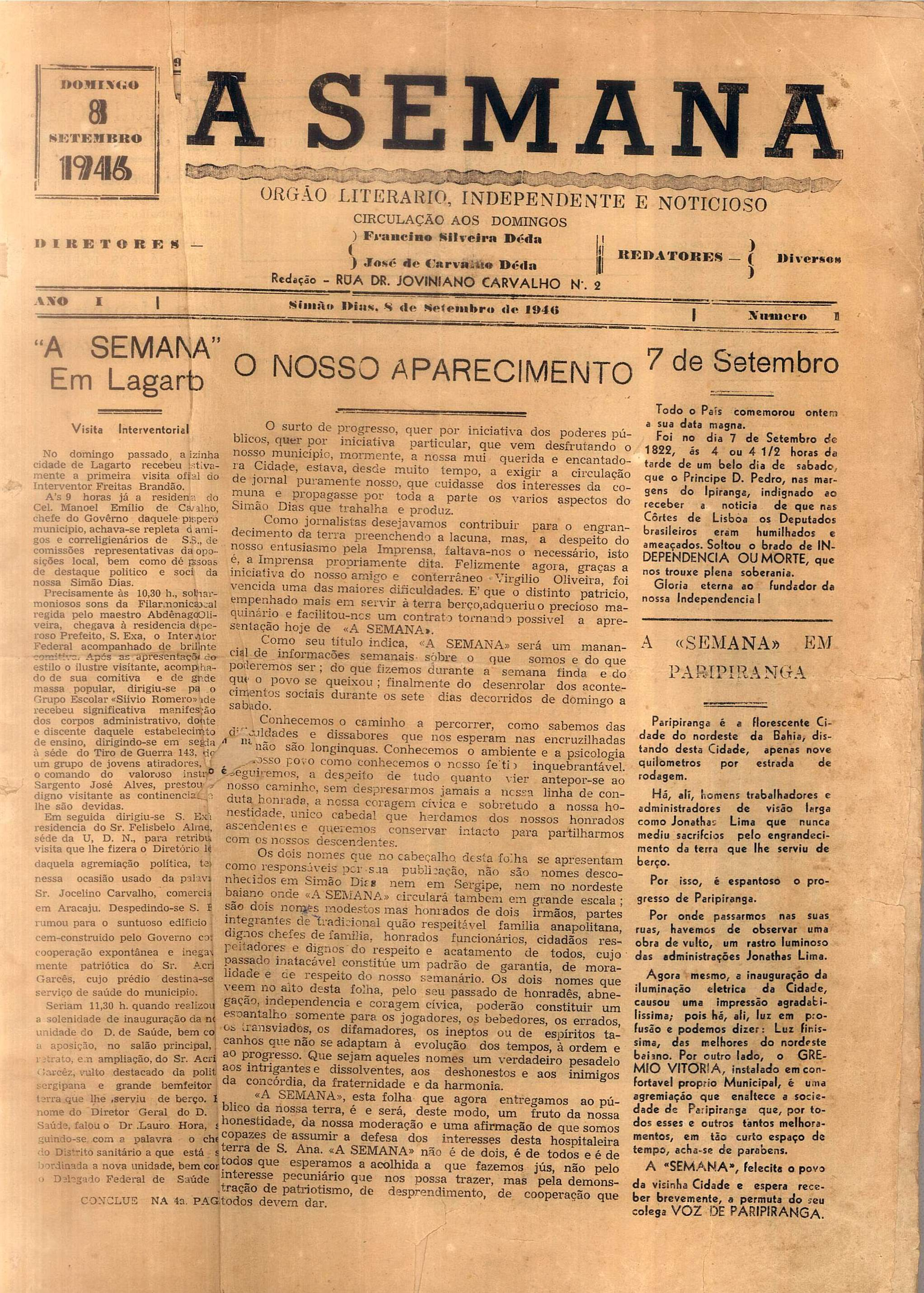
Capa d'A Semana de 8 de setembro de 1946.

A Semana foi um jornal brasileiro editado na cidade de Simão Dias, Sergipe, no período de 1946 a 1969.

## Histórico
Foi fundado pelo jornalista José de Carvalho Déda. O primeiro número foi publicado em 08 de setembro de 1946. Nesta primeira fase, “A Semana” circulou aos domingos, até 29 de julho de 1947, quando sua edição foi interrompida por força do encerramento do contrato de impressão. Voltou a ser editado em 18 de julho de 1953, já dispondo de oficina própria, na Rua Dr. Joviniano de Carvalho, nº 37, em Simão Dias, ainda sob a direção de José de Carvalho Déda, conhecido na cidade como Seu Zeca Déda. Passou a circular aos sábados.
O jornal seguiu em frente, com o feitio literário, noticioso e combativo. Seu diretor, Carvalho Déda, usava vários pseudônimos para evitar a repetição de seu nome em uma mesma edição. Assinava Leonardo de Vinci, na seção “Retratos Femininos”; Carlos Eugênio, na “Seara Sergipana”; Marco Aurélio em reportagens; Pakéso, em artigos políticos; João Sem Terra, na “Coluna dos Lavradores”; Lynce, nos “Aspectos da Cidade”; Cazuza e Caduda em alguns artigos.  Nunca assinou ou usou pseudônimo em suas xilogravuras nem na coluna “Política em Pequenas Doses” que escreveu, ininterruptamente, até a véspera de sua morte.

## Edições especiais

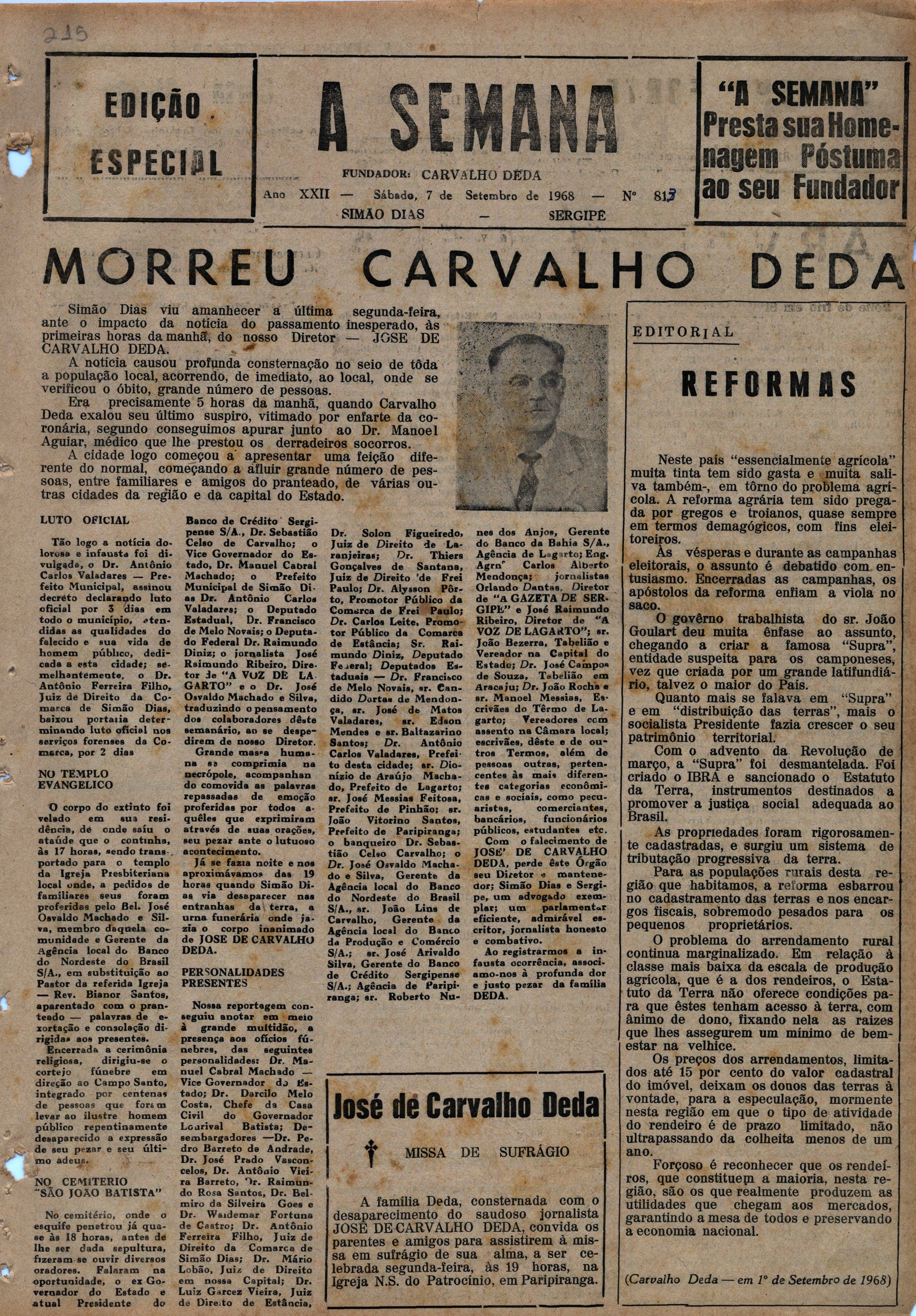
1ª Página d'A Semana - edição especial de 07.09.68

Em ocasiões relevantes o jornal publicou edições especiais, com um maior número de páginas: 
- Em 17.10.1953: Edição Especial em cobertura do Congresso Eucarístico realizado em Simão Dias;
- Em 14.11.1964: Edição Especial sobre a inauguração da energia elétrica da Usina de Paulo Afonso em Simão Dias.
- Em 07.09.1968: Edição Especial em homenagem ao seu diretor, Carvalho Déda, falecido em 02.09.68.

## Xilogravuras
“A Semana” foi o primeiro jornal de Sergipe a apresentar uma seção de charges. Para ilustrar o jornal, a partir de 1959, Carvalho Déda passou a fazer xilogravuras -reprodução de texto e imagem entalhadas em prancha de madeira em alto relevo -  com perfis de personalidades da época. Fez mais de quatrocentas xilogravuras que satirizavam fatos de repercussão local, estadual e municipal em uma seção sob o título “A Piada da Semana”. Poucos dias antes de falecer, resolveu assinar o pseudônimo Zélis em duas xilogravuras, publicadas na edição nº 811, de 21.08.68.  São antológicas suas charges sobre a alta de preços; a falta de iluminação na cidade; a  grande  votação de protesto dada ao bode cheiroso, em uma cidade Pernambuco,  e ao rinoceronte cacareco, em São Paulo; a disputa eleitoral  Jânio X Lott; e Seixas Dorea X Leandro Maciel; o caso diplomático da pesca da lagosta entre Brasil X França; e a força dos militares no poder. 

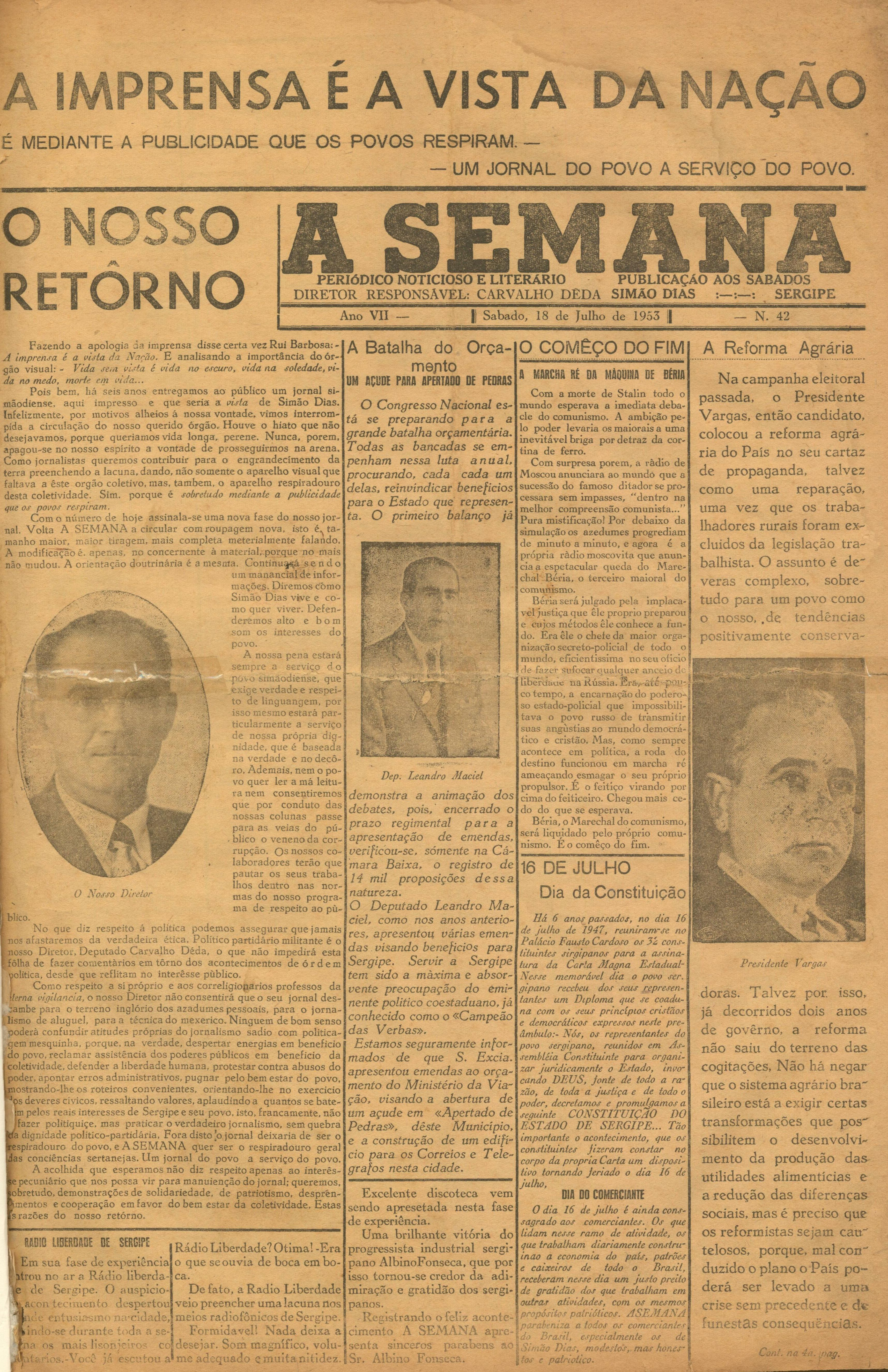
1ª Página d'A Semana - edição de 18 de julho de 1953

## Colaboradores
Principais colaboradores: seu irmão, jornalista Francino Silveira Déda (Seu Sininho), que escrevia, ininterruptamente, uma crônica semanal sobre assuntos variados; e seu filho, Carlos Alberto de Oliveira Déda (Beto Déda), com quem partilhou a direção do jornal. Também colaboraram com artigos: Antônio Conde Dias, Artur Oscar de Oliveira Déda, Clarita Santana, Cláudio Dinart Déda Chagas, Edson Carvalho Oliveira, Edson Freire Caetano, Ferreira Filho, João Lima Filho, José Osvaldo Machado e Silva, Luiz Santa Bárbara, Max Neto, José Aloísio Freire e Renato Nunes.